# Нещеретове
Нещеретове — село в Україні, у Білокуракинській селищній громаді Сватівського району Луганської області.
Площа села 623 га. Розташоване в нижній течії річки Білої, притоки Айдару.

## Походження назви
Оселившись на березі річки Білій селяни-втікачі будували свої житла біля густих заростей очерету. Нерідко стріхи хат ледь виднілися з-за цих заростей, звідси, за однією з легенд, і пішла назва села. Іншою є версія походження назви від прізвища її засновників — родини Нещеретів.

## Історія

### Давні часи
Найдавніші сліди перебування людини на території села відносяться до епохи бронзи (III — початок I тисячоліття до н. е.). Досліджено також сарматські курганні поховання (III століття), могильник салтівської культури (VIII — X століття) та кочівницькі кургани (XI — XIII століття).

### Заснування села
Село засноване на початку XVIII століття, писемна згадка відноситься до 1711 року, як слобода українських і російських селян, переселенців з Правобережної України та центральної Росії, які втікали від кріпацької неволі. За легендою, першими поселенцями були брати Нещерети: Клим, Іван і Гордій, що заснували вулиці Іванівку, Климівку, Гордіївку. Влітку 1707 на вимогу як поміщиків, власників утікачів так і нових власників цих земель, князів Куракіних Петро I відправив на Дон каральну експедицію під командуванням князя Юрія Долгорукова. Вона повинна була зловити і доставити власникам всіх селян-втікачів. Мешканці Нещеретового, як і інших сіл Айдаром брали участь у повстанні під керівництвом Кіндрата Булавіна (1707–1709). Під час жорстокого придушення цього повстання селище було спалено
Друге народження села відноситься до початку 30-х років XVIII століття, коли влітку 1732 року в ці місця переселилася частина козаків Острогозького полку. Одночасно з Правобережної України і сусідніх російських районів прибували селяни-втікачі, що сприяли зростанню чисельності населення. У 1793 році в слободі проживало 655 ревізьких душ. Основним заняттям населення було землеробство. Крім цього, окремі родини займалися городництвом, садівництвом і бортництвом. У 1866 році селяни Нещеретового були визнані селянами-власниками, хоча і продовжували платити оброчну подать. За законом 1886 вони переводилися на обов'язковий викуп земельних наділів (по 6 десятин на ревізьку душу). На початок 70-х років XIX століття в село входило в Олексіївську волость Старобільського повіту.

### Після реформи 1861 року
У пореформений період відбувалося інтенсивне розшарування селянства. Різко виділилися три основні групи: бідняки, середняки і заможні кулаки. 1866 року селяни викупили власні землі в поміщиків. Через брак кваліфікованої медичної допомоги в селі майже щороку спалахували епідемії дифтерії, тифу тощо. Низьким був рівень освіти — із 1027 чоловіків грамотними були лише 272, аз 1015 жінок — лише 28.
За даними перепису 1905 року, 24 % селянських дворів взагалі не мали посівів, 64 % господарств обробляли від 5 до 7 десятин кожне. Збіднілі селяни, не маючи робочої худоби (таких господарств було 23 %), віддавали землю в оренду, а самі наймалися. Інші об'єднувались в супряги. У 1905 році за допомогою супряги землю обробляли понад 100 господарств. Примітивна обробка ґрунту, відсутність добрив і сівозмін були причиною низьких урожаїв. У 1905 році в Нещеретовому селяни збирали з десятини в середньому по 2,5 центнера жита і по 5,5 центнера ярої пшениці. Не маючи змоги прогодувати сім'ю, селяни, що розорилися, подавались на заробітки в Область Війська Донського. Якщо в 1872 році 43 людини отримали 3-місячні паспорта, то в 1892 році — 73 особи. За даними 1905 року, у Нещеретовому налічувалося 24 родини які займались ремісництвом і кустарними промислами — колісники, бондарі, ковалі, кравці, шевці. У селі працювали п'ять млинів і невеликий цегляний завод.
У період столипінської аграрної реформи активна частина села отримала широку можливість виділятися на відруби, скуповувати землю у бідноти. Для малоземельних селян Нещеретового вихід з громади означав остаточне розорення, тому що позбавляв їх можливості користуватися громадським вигоном та іншими угіддями, тому біднота опиралася складанню договорів на вихід з громади.

### Революція 1905 року
Важке економічне становище переважної більшості селян призводило до загострення класової боротьби на селі. У 1905—1907 роках в селі діяла підпільна соціал-демократична група під проводом місцевого селянина Михайла Крамаря. Члени групи розповсюджували серед населення листівки революційного змісту, збиралися на таємні сходки в Черемховому яру й Кленовому лісі. Літературу для агітаційної роботи доставляли члени Старобільської соціал-демократичної групи — студенти Харківського університету М. В. Ліхобабій і Н. Д. Леляков. У 1906 році селяни захопили поміщицькі пасовища на хуторах Африка і Покровське.
Нещеретівська підпільна група проіснувала до травня 1907 року. Під час маївки у Черемховому яру їх вистежила поліція. Я. М. Діденко, М. П. і В. П. Царевські, були заарештовані і відправлені до Старобільського. Повітовий суд засудив їх до декількох місяців примусових робіт.

### Національно-визвольні змагання
Після Лютневої та Жовтневої революцій у листопаді 1917 року в селі було створено Раду селянських депутатів, головою якої став селянин з голоти П. Т. Хоменко, що служив в армії під час російсько-японської війни, наймитував. Рада конфіскувала землі поміщиків Зубіліних і Царевських, націоналізувала спиртовий завод Ковтуна на сусідньому хуторі Африка. Навесні 1918 року Рада розподілила між селянськими родинами 2385 десятин землі згідно з кількістю душ.
У березні 1918 року утворена Половецька земля, адміністративна одиниця УНР з центром в Бахмуті. Організація влади не була завершена. У квітні 1918 року австро-німецькі війська для підтримки влади Української Держави Павла Скоропадського окупували весь Старобільський повіт. До Німеччини почали вивозили худобу, зерно, продукти. У листопаді 1918 року, після закінчення Першої світової війни німці залишили село. У той же час село захопили козацькі частини, які у грудні того ж року вигнали частини Червоної армії. Голова сільського революційного комітету П. Т. Хоменко провів велику роботу з мобілізації молодих бійців до лав більшовицьких загонів.
У червні 1919 року село захопила Добровольча армія Денікіна. Але вже на початку грудня того ж року в село знов вступила Червона Армія.

### Радянська влада
Навесні 1920 року в селі відбулися вибори до Ради. У квітні того ж року представники Нещеретовської ради брали участь в роботі III повітового з'їзду Рад. Значна частина населення не сприйняла нової влади й організовувала банди, остання була ліквідована влітку 1920 року.
У 1928 році 28 бідняцьких господарств об'єдналися в перше товариство спільного обробітку землі — ТОЗ «Перемога». Головою обрали селянина-активіста І. Д. Іщенко. Партійний осередок ВКП(б) створений у 1929 році. Очолив його З. Я. Кривенко. У кінці 1929 — на початку 1930 років в селі організувалося п'ять невеликих сільськогосподарських артілей, які об'єдналися у кінці 1931 року в один колгосп «Зоря Сходу». Земельний фонд артілі становив більше 6 тис. га. У господарстві було 300 коней, 150 пар волів, 2 трактори, 2 молотарки, 3 нафтових двигуна. Колгосп мав 3 тваринницькі ферми — молочнотоварну, свинарську і вівчарську. Для підготовки механізаторів правління колгоспу направило групу молоді на курси до Білокуракинської МТС.
Під час Голодомору 1932—1933 років за архівними даними в селі загинуло 83 особи.
Восени 1933 року в Нещеретове прибула тракторна бригада під проводом 17-річного комсомольця із сусідньої Паньківки І. Т. Острогляда. У 1934 році молоді механізатори вирішили підвищити продуктивність праці в чотири рази й узяти на кожного не менш 800 га, одержати врожай зернових не менше 18 центнерів з гектара, заощадити 5 % пального. Бригада Острогляда зайняла перше місце в районі. У грудні 1934 року на нараді передовиків у Донецьку бригад уклала договір про соціалістичне змагання з жіночою тракторною бригадою Паші Ангеліної під девізом: «П'ятирічку — за чотири роки!». За досягнення високих показників в соціалістичному змаганні І. Т. Острогляд і його товаришів послали 1936 року до Москви. Передових механізаторів прийняв нарком землеробства.
У 1934 році механізовану артіль перетворили в п'ять самостійних господарств. Поряд з рільництвом, кожна артіль розвивала тваринництво. У 1938 році Нещеретове стало центром сільської Ради Білокуракинського району Ворошиловградської області.

### Друга світова війна
У роки Німецько-радянської війни більше 600 жителів Нещеретового пішли на фронт. Односелець Червенко І. Д. брав участь у параді на Красній Площі в Москві 7 листопада 1941 року. 13 липня 1942 року село було окуповане німецькими військами. Зі станції Чумбур ешелонами вивозився хліб, худоба, до Німеччини на роботи відправлено 45 юнаків та дівчат. У період окупації молодь І. Ф. та І. М. Царевська, М. М. Стрельцов, Г. А. Світличний проводили саботаж: порушували телефонний зв'язок, заважали просуванню ворожих ешелонів, відбивали худобу, яку нацисти намагалися вивезти під час відступу. Під час Острогозько-Россошанської наступальної операції частинам Південно-Західного фронту Червоної армії була поставлена задача вийти 18 січня 1943 року на лінію Шахове — Нагольна — Дем'янівка — Грицаївка — Гайдуківка. 24 січня 1943 року бійці 267 стрілецької дивізії вийшли на рубіж Шапарівка — Олексіївка — Нещеретове (Нещеретівка). 26 січня 1943 року частини 172-ї стрілецької дивізії визволили Нещеретове.

### Повоєнні роки
Після війни бригадиром тракторної бригади став колишній фронтовий шофер А. В. Федченко. Високих показників досягла бригада овочівників Авдюхи С. Ф. Головою сільради був обраний інвалід війни А. Р. Гончаров. Ветеран О. Ф. Кравцов очолив економічну службу колгоспу. Високих показників в перші післявоєнні роки досягла бригада овочівників, очолювана колишнім фронтовиком С. Ф. Авдюхою. У 1949 році за одержання високих врожаїв пшениці звання Героя Соціалістичної Праці була удостоєна ланкова колгоспу імені Мічуріна К. П. Світлична.
На початку 1953 року 5 артілей об'єдналися в колгосп «Перемога», за яким було закріплено 6686 га сільськогосподарських угідь. Його економіка розвивалася слабко: середня врожайність зернових становила 9,2 цнт/га, середньорічний надій молока на одну фуражну корову не перевищував 675 кг. Вже у 1958 році середня врожайність зернових становила 18,6 цнт/га, середній надій молока — 1800 кг, виробництво м'яса на 100 га сільгоспугідь зросло до 30,7 центнера. У січні 1959 року до колгоспу приєдналась сусідня артіль імені Мічуріна (села Паньківка і Цілуйкове). У 1962 році в колгоспі була створена група економічного аналізу. За її ініціативою було запроваджено внутрішньогосподарський розрахунок. Заведені на всіх трудівників особисті рахунки.
У 1975 році на полях і фермах колгоспу «Перемога» вже працювало 47 тракторів, 41 автомобіль, 34 комбайна та 210 інших сільськогосподарських машин. Їх обслуговували 112 механізаторів та 62 шофера. Господарство мало близько 4 тис. голів великої рогатої худоби, з них 1800 дійних корів (у 1958 році їх було 535). За роки восьмої та дев'ятої п'ятирічок (1966–1975) колгосп побудував 19 корівників, 4 свинарника, 2 гаражі. Валовий дохід склав більше 1,5 млн рублів.
Активно діяла нещеретівська група з стовідсоткового використання всіх придатних земель, завдяки чому додатково було введено в обіг 124 га раніше невикористовуваних земель без урахування екологічних наслідків. Це робилось у часи надвисоких навантажень на земельні ресурси, негативний вплив підсилювався тотальною хімізацією сільськогосподарських угідь мінеральними добривами та засобами захисту рослин.

### Незалежна Україна
З 24 серпня 1991 року село входить до складу незалежної України.

## Населення
1732 року в слободі проживало 655 осіб чоловічої статі. На початок 70-х років XIX століття в Нещеретовому було 204 двори, де мешкало 1484 людини. 1885 року у державній слободі Олексіївської волості Старобільського повіту мешкало 2365 осіб, було 339 дворових господарств. У 1914 році в селі проживало 3753 особи. За даними перепису 1939 року, у селі проживало 2302 людини. На середину 1970-х років населення становило 1254 особи.
Населення села становить 1200 осіб.
За даними всеукраїнського перепису населення 2001 року у селі мешкало 1200 осіб та було 412 домогосподарств.

### Мова
Розподіл населення за рідною мовою за даними перепису 2001 року був наступним:
| українська | 1129 | 94,08 |
| російська  | 69   | 5,75  |
| інші       | 2    | 0,17  |

## Вулиці
У селі існують вулиці: Залізнична, Західна, Зелена, Лугова, Молодіжна, Мостова, Набережна, Перемоги, Підгірна, Садова, Центральна, Шкільна та Квіткова площа. Провулки: Зірковий, Квітковий, Кільцевий, Городній, Південний, Пролетарський, Річковий, Тупиковий.

## Економіка
За радянських часів на сільськогосподарських землях (6686 га) господарював колгосп «Перемога», до якого 1959 року були приєднані землі колгоспу «імені Мічуріна» (Цілуйкове, Паньківка). За головування Беденка П. І. став лідером серед колгоспів Білокуракинського району.
На розпайованих землях села господарює СТОВ Вікторія, близько 300 працюючих. Спеціалізується на виготовлення м'яса, олії, борошна, круп, суміші для годівлі тварин та іншому. Приватне сільськогосподарське підприємство «Скіф» Лавренко Оксани Іванівни.

## Транспорт
Село розташоване за 16 км від районного центру і за 3 км від залізничної станції Чумбур на лінії Валуйки — Кіндрашівська-Нова. Через село проходить автошлях Старобільськ — Білокуракине.

## Культура та соціальна сфера

### Медицина
Через погані умови життя, відсутність медичної допомоги на селі в давнину майже щорічно спалахували епідемії дифтериту, тифу та інших хвороб. Найближча Білокуракинська лікарська дільниця обслуговувала кілька волостей — більше 30 населених пунктів з населенням близько 43 тис. осіб. На початку 20-х років в Нещеретовому розгорнув роботу фельдшерсько-акушерський пункт.
У Нещеретовому було споруджено медичну лікарську дільницю, профілакторій, аптеку.

### Освіта
На початку XX століття рівень освіти жителів села був низьким. З 1027 чоловіків, які проживали в Нещеретовому, писемними були лише 272, а з 1015 жінок — 28. У 90-х роках XIX століття були відкриті земська і церковноприходська школи, проте вчитись у них мали можливість тільки кожен третій хлопчик у кожна п'ятнадцята дівчинка. У 1905 році в Нещеретовому відкрилася невелика земська бібліотека, у якій було 779 книжок. Нею користувалися 129 читачів.
На початку 1920-х років відкрилася початкова школа, яку в 1927 році перетворили на семирічну. У селі розгорнулася велика робота по ліквідації неписьменності. У 1925 році тут діяло понад 20 гуртків лікнепу. Велику участь у їх роботі брали вчителя місцевої школи і комсомольці, осередок яких був створений 1925 року. У 1938 році почала працювати новозбудована двоповерхова середня школа. У 1938—1939 навчальному році тут вже навчалося понад 600 дітей колгоспників.
На середину 1970-х 53 % дорослого населення села, що народилися за часів радянської влади, мали неповну середню освіту, 28 % — середню і спеціальну середню, 4 % — вищу і тільки 14,4 % — початкову. У 1974/75 навчальному році в Нещерстівській середній школі 23 педагога навчали 395 учнів. Орденом Трудового Червоного Прапора нагороджена вчителька Л. І. Крамарєва, 7 учителів нагороджені медалями. Станом на 2021 рік в школі навчалося 167 учнів в 11 класах, створено профільний математичний клас, кількість персоналу становила 46 осіб, директор Чумак Тетяна Ігорівна.
У селі діє дитячий навчальний заклад «Зірочка» розрахований на 30 дітей. Від початку повномасштабного вторгнення РФ в Україну 24 лютого 2022 року не працює.
Сільська бібліотека мала 1050 постійних читачів, книжковий фонд — налічував близько 9 тис. примірників. Велику роботу з дітьми та юнацтвом проводить бібліотека середньої школи, на полицях якої 6500 книг.
У селі приділяється багато уваги розвитку фізичної культури і спорту. Є спортивний зал, обладнані спортивні майданчики.

### Побут
Нещеретівські селяни споруджували житла з мергелю, вкриваючи їх соломою. Освітлювали їх гасової лампою. Жінки в святкові дні одягалися в довгі спідниці з домотканого сукна або полотна і в розшиті візерунками блузи. Взимку більшість селян носило овчинні кожухи, заможніші купували на ярмарках дублені кожухи і бурки з башликами, так звані «кобеняки».
У селі з 458 дворів 250 були побудовані в 1958–1975 роках. Упорядковано 12 км сільських вулиць, було прокладено 3 км водопроводу. На вулицях села висаджені тисячі декоративних в фруктових дерев. У Нещеретовому було споруджено сім магазинів, кафе, швейна майстерня, відділення зв'язку.

### Дозвілля
За активної участі молоді в 1921 році в селі відкрилися клуб та бібліотека. При клубі були організовані хор з 70 осіб, оркестр народних інструментів і драматичний гурток, який ставив популярні п'єси українських класиків. З 1923 року в Нещеретівському клубі почали демонструватися кінофільми на стаціонарній кіноустановці. У клубі були так звані радіоаудиторії, де вечорами збиралися колгоспники послухати цікаву радіопередачу.
У 1964 році в Нещеретовому побудований будинок культури з залом на 450 місць. У ньому працювали хоровий, драматичний, танцювальний і вокальний гуртки художньої самодіяльності. Частими гостями були артисти обласного драматичного театру та філармонії. П'ять разів на тиждень в будинку культури демонструвались кінофільми, колгосп «Перемога» мав також кінопересувки, що обслуговували бригади і польові стани. У 1984 році пожежа майже дощенту знищила Будинок культури. Працівники клубу та бібліотеки були вимушені переїхати до шкільного спортзалу. 1990 року був зведена нова будівля клубу.
Нещеретівці цікаво відзначали свято врожаю, проводи зими. Урочисто проходили вечори, на яких вшановували ветеранів праці та передовиків виробництва. У селі під керівництвом Шутя С. Г. діє ансамбль народної пісні «Нещеретяночка». В селі працює народний художник Луганщини Дубовий В. М., майстрині вишивки Шищенко Н. І., Бєлецька В. К., творять місцеві поети Марчевська В. Г., Світлична Н. І., Чумак М. О.

## Пам'ятники
У 1965 році у селі закладено парк, у якому споруджено обеліск на честь 20-ліття перемоги у Другій світовій війні над Німеччиною.

## Церква
Напівзруйнований Свято-Троїцький храм. Станом на 2016 рік настоятелем храму служить ієрей Валерій Журавель.
Культурно-просвітницька робота, що розгорнулася в 1920-ті роки, сприяла вихованню населення в атеїстичному дусі. У 1924 році сільська Рада провела першу урочисту реєстрацію новонароджених — «звєздіни». Влітку 1925 року загальні збори жителів села прийняли рішення про закриття церкви і організації в її приміщенні клубу.

## Відомі люди
- Павлюкова Марія — свинарка, отримала в 1935 році від кожної свиноматки по 25 ділових поросят, нагороджена орденом Трудового Червоного Прапора[30].
- Світлична К. П. — ланкова, Герой Соціалістичної Праці, удостоєна звання в 1949 році за одержання високих врожаїв пшениці.

Першими звання ударників комуністичної праці були удостоєні у 1959 році доярка М. П. Нещерет, свинарка Є. М. Білоусова, скотар Ф. С. Деряга. До кінця дев'ятої п'ятирічки у колгоспі було вже близько 100 ударників комуністичної праці. Почесне звання комуністичних присвоєно також тракторній бригаді № 4 і колективу гаража. За активну участь в змаганні дев'ятої п'ятирічки, 56 колгоспників нагороджені почесним знаком «Переможець соціалістичного змагання 1973 року», 15 трудівникам присвоєно звання «Ударник дев'ятої п'ятирічки», у їх числі механізатор І. Ф. Шиленко. Доярка Р. Д. Романенко за успішне виконання завдань IX п'ятирічки і надої у 3 тис. кг молока з фуражної корови удостоєна ордена Леніна протягом дев'ятої п'ятирічки надоювали на рік на фуражну корову понад 3 тис. кг молока.
150 трудівників за повоєнні роки нагороджені орденами і медалями. За отримання високих врожаїв двічі нагороджений орденами Леніна ланковий механізованої ланки В. М. Грінченко. Орденами  Жовтневої Революції і Трудового Червоного Прапора відзначено працю бригадира городників П. С. Силкіна. Орденами Жовтневої Революції нагороджені колгоспні ветерани, колишні механізатори М. І. Буряк і Д. С. Спиця. У числі відзначених орденом Трудового Червоного Прапора — голова колгоспу Ф. І. Беденко та телятниця А. М. Кійко. Славетна на увесь район сільська трудова династія колгоспних механізаторів родини Іщенко.
- Федченко Володимир Миколайович (1973—2020) — молодший сержант, учасник російсько-української війни, загинув під час захисту України.